# John Astley
John David Astley (ur. 11 października 1909, zm. 7 listopada 1989) – walijski trener piłkarski, znany najbardziej z prowadzenia Interu Mediolan w latach 1948-1949.